# Everybody's Free (To Feel Good)
Everybody's Free (To Feel Good) is een nummer van de Zimbabwaanse zangeres Rozalla Het nummer is afkomstig van haar debuut studioalbum Everybody's Free uit 1992. Op 26 augustus 1991 werd het nummer eerst in het Verenigd Koninkrijk en Ierland op single uitgebracht. In oktober dat jaar volgde het Europese vasteland en op 25 november Australië, Nieuw-Zeeland, de VS, Canada en Zimbabwe.

## Achtergrond
De plaat werd een wereldwijde danshit en wist in veel landen de top 10 te behalen. Zo bereikte de plaat in het Verenigd Koninkrijk de 6e positie in de UK Singles Chart. In Spanje werd de 2e positie behaald. In Ierland, Duitsland, Zwitserland, Frankrijk, Zweden en Denemarken bereikte de plaat een top 10 notering en in Rozalla's geboorteland Zimbabwe de 4e en in de Eurochart Hot 100 de 6e positie. 
In Nederland was de plaat op vrijdag 4 oktober 1991 Veronica Alarmschijf op Radio 3 en werd een gigantische hit in de destijds twee landelijke hitlijsten op de nationale publieke popzender. De plaat bereikte de 2e positie in zowel de Nederlandse Top 40 als de Nationale Top 100.
In België bereikte de plaat eveneens de 2e positie in zowel de voorloper van de Vlaamse Ultratop 50 als de Vlaamse Radio 2 Top 30.